# Il–4
Az Il–4 (cirill betűkkel: Ил-4, NATO-kódja: Bob) szovjet távolsági bombázó repülőgép volt, melyet a szovjet légierő kiterjedten használt a második világháború idején. A repülőgépet az OKB–240 tervezőirodában fejlesztették ki Szergej Iljusin vezetésével. A DB–3 bombázó jelentősen továbbfejlesztett változata.

## Tervezés és fejlesztés
Az Il–4 elődjét, a DB–3 repülőgép 708 kW (950 LE) teljesítményű M-87B motorjait 820 kW-os (1100 LE) M-88 motorokkal váltották fel, és az Li–2-höz kidolgozott új gyártási technológiával készült törzset kapott. A géppel 1939. augusztus-szeptemberben végezték a repülési próbákat. Az így modernizált gép a DB–3F típusjelet kapta, melyet 1942-ben Il–4-re változtattak. Egyes sorozatok szárnyvégei és a törzs első része faszerkezettel készült fém megtakarítás céljából. A gyártás teljes ideje alatt a motorokat állandóan továbbfejlesztették és az üzemanyagtartályok kapacitását folyamatosan növelték, hogy a repülési teljesítményt a hatótáv csökkenése nélkül növelni lehessen. A legjelentősebb fejlesztés azonban a toronyban elhelyezett 7,62 mm kaliberű géppuska cseréje 12,7 mm-esre. Ezzel egyidejűleg felismerték, hogy az ellenséges vadászgépek elsősorban a lövészeket támadják, ezért páncélzattal vették körül állásaikat. A fejlesztések okozta súlytöbbletet a motorteljesítmény növekedése nem ellensúlyozta, az Il–4 sebessége 404 km/h-ra csökkent a korábbi verziókhoz képest. A teljesítmény javítása érdekében kialakították az Il–6 típust, mely erősebb dízelmotorokat és fegyverzetet kapott, azonban a hajtómű nem bizonyult üzembiztosnak és ezért a sorozatgyártást nem indították be.
Sorozatgyártása a voronyezsi 18. sz., a komszomolszki 126. sz., a Moszkvában, majd később Irkutszkban működő 39. sz., valamint a moszkvai 23. sz. repülőgépgyárakban folyt.  Az Il–4 bombázót sorozatban 1940-től (kezdetben még DB–3F jelzéssel) 1945-ig gyártották, az utolsó négy példány 1946-ban készült el Komszomolszkban. Összesen 5256 példány készült.

## Szolgálatban
Bár az Il–4 csak közepes bombázó volt, nagy hatótávolsága stratégiai bevetésekre is alkalmassá tette. A szovjet légierő nem nagyon erőltette ezt a felhasználást, de Berlin ellen végrehajtott néhány bombatámadás során bevetésre került. Sokkal gyakrabban teljesített rövidebb távú bevetéseket, melyek során a bombatérben elhelyezett 2500 kg bombaterhen kívül a szárnyak alá felfüggesztett 1000 kg össztömegű bombával is felszerelték. Az A–7 és a G–11 deszant-vitorlázógépek vontató gépeként is alkalmazták. 1947-ben elkezdték a folyamatos kivonását.
Finnország négy DB–3F gépet vásárolt a németek által zsákmányolt készletből, ezek részt vettek a harcokban.

## Használó országok
Kínai Köztársaság
- 24 repülőgép

 Finnország

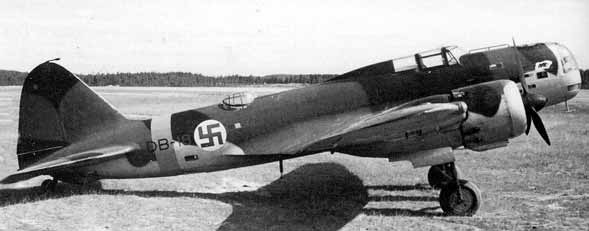
Iljusin DB–3M finn felségjellel

- Finn Légierő - 11 DB–3M és 4 DB–3F (Il–4)

 Harmadik Birodalom
- Luftwaffe (Wehrmacht)

 Szovjetunió
- Szovjet Légierő
- Szovjet haditengerészeti légierő

## Típusváltozatok
- Il–4T – torpedó-hordozó haditengerészeti változat, 1940-től gyártották
- Il–4TK – TK–4 turbófeltöltővel felszerelt motorokkal és hermetizált, túlnyomásos pilótafülkével ellátott magassági változat, melyet 1943-tól gyártottak
- Il–4 légifényképező változat – 1946-ban kialakított változat

## Műszaki adatok

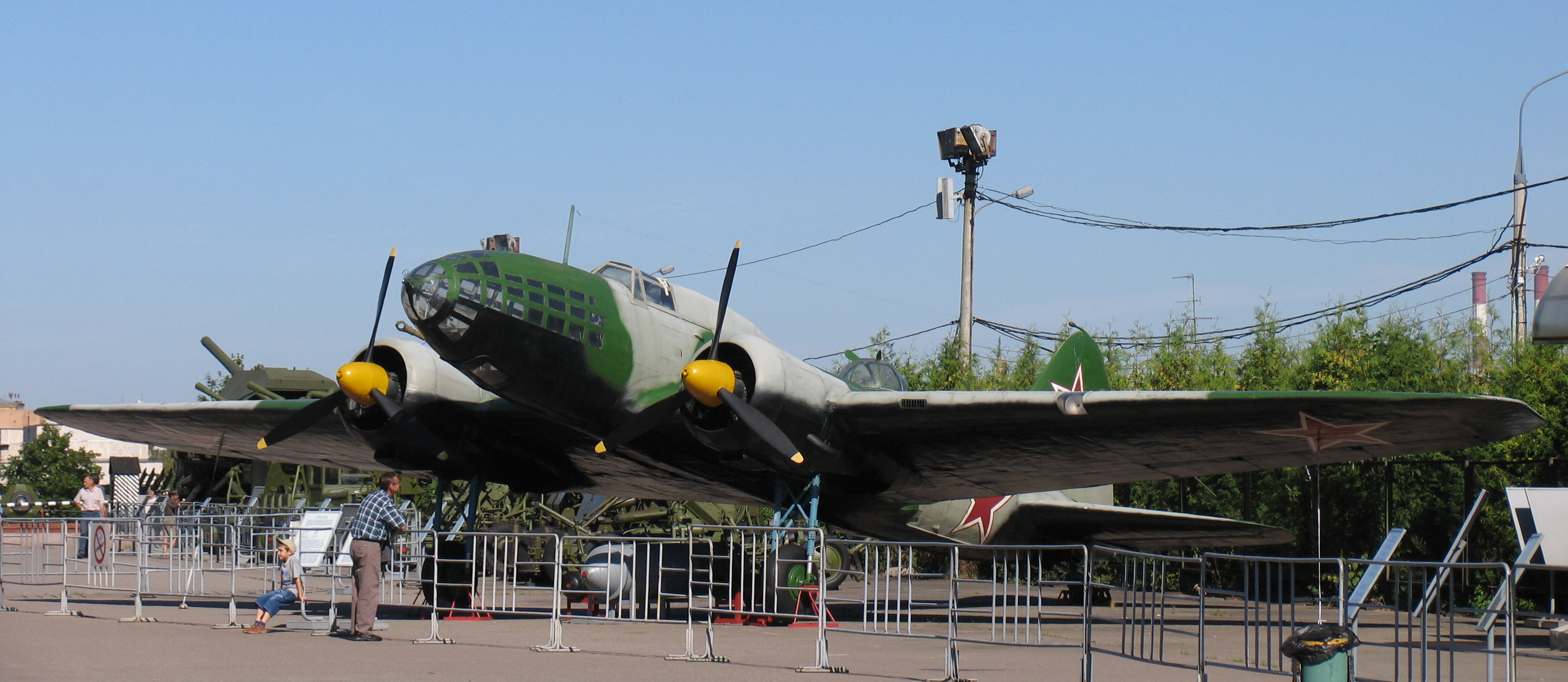
Moszkvában kiállított Il–4

### Általános adatok
- Személyzet: 4 fő (pilóta, navigátor, rádiós-lövész, hátsó lövész)

### Geometriai méretek és tömegadatok
- Hossz: 14,80 m
- Fesztáv: 21,44 m
- Magasság: 4,10 m
- Szárnyfelület: 66,7 m²
- Üres tömeg: 5800 kg
- Legnagyobb felszálló tömeg: 11 300 kg

### Hajtómű
- Motorok száma: 2 db
- Típusa: M–88B
- Rendszer: kilenchengeres léghűtéses csillagmotor
- Maximális teljesítménye: 820 kW

### Repülési teljesítmények
- Legnagyobb sebesség: 430 km/h 6700 m magasságon
- Hatótáv: 3800 km
- Csúcsmagasság: 9700 m
- Emelkedőképesség: 4,4 m/s

### Fegyverzet
- Géppuskák:

2 × 7,62 mm SKASZ géppuska
1 × 12,7 mm UBT géppuska
- Bombák: Legfeljebb 2500 kg össztömegű légibomba vagy mélységi vízibomba
- Rakéták: 2 × BETAB-750DSZ típusú,  305 mm-es rakéta-póthajtású betonromboló légibomba.[2]
- Torpedó: 1 × 940 kg 45–36–AN vagy 45–36–AV torpedó

## Fordítás
- Ez a szócikk részben vagy egészben  az   Ilyushin Il-4 című angol Wikipédia-szócikk ezen változatának fordításán alapul.  Az eredeti cikk szerkesztőit annak laptörténete sorolja fel. Ez a jelzés csupán a megfogalmazás eredetét és a szerzői jogokat jelzi, nem szolgál a cikkben szereplő információk forrásmegjelöléseként.